# Тъмен ястреб
Тъмен ястреб (Accipiter melanoleucus) е вид птица от семейство Ястребови (Accipitridae). Видът е незастрашен от изчезване.

## Разпространение
Разпространен е в Ангола, Бенин, Ботсвана, Бурунди, Камерун, Централноафриканска република, Демократична Република Конго, Република Конго, Кот д'Ивоар, Екваториална Гвинея, Етиопия, Габон, Гана, Гвинея, Кения, Либерия, Малави, Мозамбик, Намибия, Нигерия, Руанда, Сенегал, Сиера Леоне, Южна Африка, Судан, Свазиленд, Танзания, Того, Уганда, Замбия и Зимбабве.